# Список первых секретарей Московского городского комитета КПСС
- 1921—1924 Зеленский, Исаак Абрамович
- 1924—1928 Угланов, Николай Александрович
- 1928—1929 Молотов, Вячеслав Михайлович
- 1929—1930 Бауман, Карл Янович
- 1931—1934 Каганович, Лазарь Моисеевич
- 1934—1938 Хрущёв, Никита Сергеевич
- 1938—1938 Угаров, Александр Иванович
- 1938—1945 Щербаков, Александр Сергеевич
- 1945—1949 Попов, Георгий Михайлович
- 1949—1950 Хрущёв, Никита Сергеевич
- 1950—1952 Румянцев, Иван Иванович
- 1952—1954 Капитонов, Иван Васильевич
- 1954—1957 Фурцева, Екатерина Алексеевна
- 1957—1960 Устинов, Владимир Иванович
- 1960—1962 Демичев, Пётр Нилович
- 1962—1967 Егорычев, Николай Григорьевич
- 1967—1985 Гришин, Виктор Васильевич
- 1985—1987 Ельцин, Борис Николаевич
- 1987—1989 Зайков, Лев Николаевич
- 1989—1991 Прокофьев, Юрий Анатольевич